# NGC 3873
NGC 3873 é uma galáxia elíptica (E) localizada na direcção da constelação de Leo. Possui uma declinação de +19° 46' 26" e uma ascensão recta de 11 horas, 45 minutos e 46,0 segundos.
A galáxia NGC 3873 foi descoberta em 8 de Maio de 1864 por Heinrich Louis d'Arrest.